# 馬拉海德
馬拉海德（英語：Malahide）是愛爾蘭共和國的一座臨海城市，靠近都柏林，在行政區劃上屬於芬戈郡。在1921年時，馬拉海德只有人口67人，1960年時成長到1500人。到2011年時，馬拉海德已經有人口15,846人。

## 外部連結
- Irelandscape: More pictures of Malahide.
- Malahide Historical Society （页面存档备份，存于）
- History of Yellow Walls （页面存档备份，存于）